# Neoechinorhynchus cristatus
Neoechinorhynchus cristatus är en hakmaskart som beskrevs av Lynch 1936. Neoechinorhynchus cristatus ingår i släktet Neoechinorhynchus och familjen Neoechinorhynchidae. Inga underarter finns listade i Catalogue of Life.